# Werner Uhl

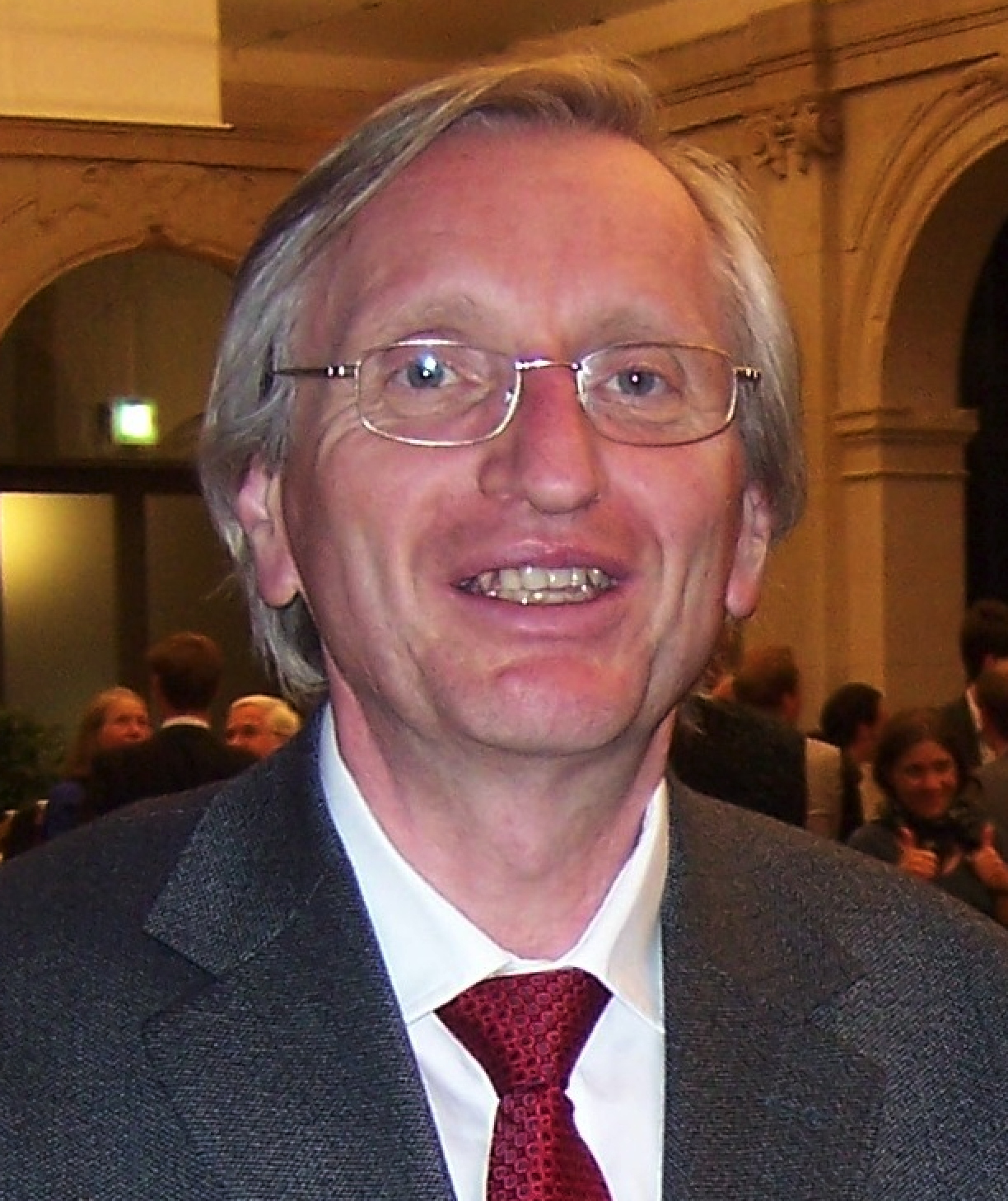
Werner Uhl

Werner Uhl (* 29. November 1953 in Lich) ist ein deutscher Chemiker, der Professor für Anorganische Chemie an der Universität Münster war.

## Leben
Uhl studierte nach dem Abitur in Hungen ab 1972 Chemie an der TH Karlsruhe mit dem Diplom 1976 bei Gerd Becker und der Promotion in Karlsruhe 1980 [Untersuchungen zur Stabilität von (E)- und (Z)-isomeren Alkylidenphosphanen]. Danach war er bei Nukem in Hanau und ab 1983 an der Universität Stuttgart, an der er sich 1989 habilitierte. 1992 wurde er Professor an der Universität Oldenburg, 1999 in Marburg und 2004 in Münster.

## Forschung
Ihm gelang die Synthese neuartiger metallorganischer Verbindungen mit Einfachbindungen zwischen zwei Aluminium-, Gallium- und Indiumatomen und daraus generierter makrozyklischer oder käfigartiger Verbindungen. Weiterhin befasst er sich mit der Synthese und den Eigenschaften von Hydraziden und Peroxiden dieser Elemente, mit Clustern aus Aluminium-, Gallium- und Indiumatomen, mit Hydroaluminierung und -gallierung, den Mechanismen dieser präparativ wichtigen Reaktionen und der Erzeugung polyedrischer Carbaalanen (polyedrische Cluster aus Aluminium und Kohlenstoffatomen ähnlich den Carboranen). Untersuchungen mit Frustrierten und Aktiven Lewis-Paaren ergaben die effiziente Koordination und Aktivierung kleiner Moleküle. Im Bereich der Phosphorchemie wurde die Synthese heteronuklearer Oligozyklen und ein einfacher Zugang zu 1-Phosphaallenen beschrieben; aufgrund von Ringspannung bzw. ungewöhnlicher Bindungssituation zeigten diese Verbindungen eine bemerkenswerte Reaktivität.

### Publikationen (Auswahl)
- W. Uhl: Organoelement Compounds with Al-Al, Ga-Ga, and In-In Bonds, Angew. Chem. 1993, 105, 1449–1461, doi:10.1002/ange.19931051005;  Angew. Chem. Int. Ed. Engl. 1993, 32, 1386–1397.

- W. Uhl, F. Breher: Pentacarba-arachno-tridecaalane (AlMe)8(CCH2Ph)5H with an Al8C5 Skeleton – The First Polyhedral Carbaalane, Angew. Chem. 1999, 111, 1578–1580; Angew. Chem. Int. Ed. Engl. 1999, 38, 1477–1479.

- W. Uhl, L. Cuypers, K. Harms, W. Kaim, M. Wanner, R. Winter, R. Koch, W. Saak: Ga9(CMe3)9, an Important New Building Block in the Structural Chemistry of the Alkylelement(I) Compounds EnRn (E = B – In), Angew. Chem. 2001, 113, 589–591; Angew. Chem. Int. Ed. 2001, 40, 566–568.

- W. Uhl, J. Grunenberg, A. Hepp, M. Matar, A. Vinogradov: Facile Formation of a Persistent Butadien-2-yl Cation Stabilized by Hyperconjugation with an Al-C Bond, Angew. Chem. 2006, 118, 4465–4468, doi:10.1002/ange.200504428; Angew. Chem. Int. Ed. 2006, 45, 4358–4361,  doi:10.1002/anie.200504428.

- W. Uhl, M. R. Halvagar: Strongly Oxidizing and Reducing Functions Combined in a Single Compound: An Alkyl Gallium Peroxide Possessing a Nine-Membered (GaR)3(O2)3 Heterocycles, Angew. Chem. 2008, 120, 1981–1983, doi:10.1002/ange.200704739; Angew. Chem. Int. Ed. 2008, 47, 1955–1957, doi:10.1002/anie.200704739.

- W. Uhl, B. Rezaeirad, M. Layh, E. Hagemeier, E.-U. Würthwein, N. Ghavtadze, I. Kuzu: Synthesis of a GaN Cage Compound with a Hydrazinetetraide Fragment, [N-N]4−, Stabilized by Six Gallium Atoms, Chem. Eur. J. 2010, 16, 12195–12198, doi:10.1002/chem.201001589.

- C. Appelt, H. Westenberg, F. Bertini, A. W. Ehlers, J. C. Slootweg, K. Lammertsma, W. Uhl: Geminal Phosphorus/Aluminium-Based Frustrated Pairs: C-H versus C≡C Activation and CO2 Fixation, Angew. Chem. 2011, 123, 4011–4014, doi:10.1002/ange.201006901; Angew. Chem. Int. Ed. 2011, 50, 3925–3928,  doi:10.1002/anie.201006901.

- T. Holtrichter-Rößmann, J. Isermann, C. Rösener, B. Cramer, C.-G. Daniliuc, J. Kösters, M. Letzel, E.-U. Würthwein, W. Uhl: An Aluminium-Nitrogen Based Lewis Pair as an Effective Catalyst for the Oligomerisation of Cyanamides: Formation of Acyclic C-N Oligomers Instead of Thermodynamically Favoured Cyclic Aromatic Trimers, Angew. Chem. 2013, 125, 7275–7278, doi:10.1002/ange.201301970; Angew. Chem. Int. Ed. 2013, 52, 7135–7138, doi:10.1002/anie.201301970.
- A. Hentschel, A. Brand, P. Wegener, W. Uhl: A Sterically Constrained Tricyclic PC3 Phosphine: Coordination Behavior and Insertion of Chalcogen Atoms into P-C Bonds, Angew. Chem. 2018, 130, 840–843, doi:10.1002/ange.20171137; Angew. Chem. Int. Ed. 2018, 57, 832–835, doi:10.1002/anie.201711373.

- H. Klöcker, J. C. Tendyck, L. Keweloh, A. Hepp, W. Uhl: 3H-Phosphaallenes Revisited: Facile Synthesis via Hydroalumination of Alkynylphosphines and β-Elimination, Stability and Trapping of Transient Species by Coordination to Transition Metal Atoms, Chem. Eur. J. 2019, 25, 4793–4807, doi:10.1002/chem.201806334.

## Preise
2012 erhielt er den Alfred-Stock-Gedächtnispreis. Er erhielt dreimal (2006, 2012, 2017) einen Preis von Studenten in Münster für die beste Chemievorlesung (Goldener Brendel).